# Kladruby (Boêmia do Sul)
Kladruby é uma comuna checa localizada na região da Boêmia do Sul, distrito de Strakonice.